# 涡量
涡量，也称为涡度，是一个流體力學的概念，用以描述流體的旋轉情況。數學上，渦度{\displaystyle \zeta }是描述速度場  {\displaystyle {\vec {v}}}的旋度，是一個向量場。
{\displaystyle {\vec {\zeta }}=\nabla \times {\vec {v}}.}
在氣象學之中所考慮的流體就是大氣，實際上通常就僅考慮渦度的鉛直分量；另外，由於大氣的速度場是以靜止地球為參考坐標，故亦稱為相對渦度。當氣團的相對渦度為正值時，表示該氣團出現逆時針轉動；反之，相對渦度負值則為順時針轉動。
如果把地球轉動都一併考慮的話，渦度就被稱為絕對渦度；而絕對渦度與大氣厚度的乘積一般而言為常數。

## 流體力學

### 與環量的關係
由環量定義以及斯托克斯定理，流體中的渦度{\displaystyle \zeta }與環量{\displaystyle \Gamma }有以下關係：
{\displaystyle \Gamma =\int \!\!\!\int _{S}{\vec {\zeta }}\cdot \mathrm {d} {\vec {S}}}
以微分形式表示，亦即渦度相當於每單位面積所具有的環量：
{\displaystyle \zeta ={\frac {\mathrm {d} \Gamma }{\mathrm {d} S}}}

### 解釋
對於二維流體而言，其渦度向量垂直於流體平面。而若有一流體繞著一個軸心剛體旋動的話，則其渦度值為角速度之兩倍；故對這樣的流體而言，若渦度值為零的話則必為非旋轉流體。但是，非旋轉流體仍然可以具有非零值的角速度，如一繞著軸心繞轉時、其切線速度剛好正比於流體與軸心距離之倒數的流體，其渦度為零。
形象化表示：若在流場之內加入一微小固體於其中，該固體除了順著流線移動之外、亦會轉動的話，則該流場的渦度值非零（如右圖）。
普遍而言，對黏度低（雷諾數較高）的流體來說，渦度是個相當有用的物理量。在這些情況下，無論速度場有多複雜，除了一小部分空間外、渦度場均可較準地近似為零。這個近似法對二維無黏性的流體而言是正確的，皆因這樣的流體之流線場可以透過複分析而解得。
對於任何流體，渦度場亦可以透過解與有關速度的方程式之旋度而求得。假若流體是不可壓縮的話（馬赫數較低），考盧力平衡則可得出下列方程式：
{\displaystyle {\mathrm {D} {\vec {\zeta }} \over \mathrm {D} t}={\vec {\zeta }}\cdot \nabla v+\nu \nabla ^{2}{\vec {\zeta }}}
其中：
{\displaystyle t}為時間；
{\displaystyle v}為速度；
{\displaystyle \nu }為黏度。
即使就真實流體而言，渦度仍然是相當有用的物理量：例如可以透過渦度可以把無黏性流體模型微擾至真實流體。另外，流體的黏性會使渦度從原先的細小區域擴散開去；對於黏度高的流體，其渦度幾乎會擴散至整個流體而使得其渦度場非常複雜。
與渦度相關的物理量有渦旋曲線，這些曲線的每一點均相切於該點的渦度；而渦旋管則是由通過一封閉曲線上每一點的渦旋曲線所組成的封閉面。渦旋管的強度就是通過該面的渦度量積分；由於渦度之散度為零，故渦旋管強度在管上各處相等。根據赫爾姆霍茨定理，無黏性流體之渦旋管強度亦不隨著時間而改變（黏度會令流體出現摩擦損耗因而隨時間改變）。
另外，就三維流體而言，延長渦旋曲線可導致流體總渦度增加，亦即所謂的渦旋伸展。在浴缸去水口出現的渦旋、以致龍捲風的形成等都是實際例子。

### 渦度方程式
透過纳维-斯托克斯方程可以找到流體速度，其方程式為：
{\displaystyle \rho {\frac {\mathrm {D} {\vec {v}}}{\mathrm {D} t}}=-\nabla p+\nabla \cdot \mathbb {T} +\rho {\vec {f}}}
展開速度的物質導數並找出旋度，則渦度的物質導數可以寫成：
{\displaystyle {\frac {\mathrm {D} {\vec {\zeta }}}{\mathrm {D} t}}={\vec {\zeta }}\cdot \left(\nabla {\vec {v}}\right)-{\vec {\zeta }}\left(\nabla \cdot {\vec {v}}\right)+{\frac {1}{\rho ^{2}}}\nabla \rho \times \nabla p+\nabla \times \left({\frac {\nabla \cdot \mathbb {T} }{\rho }}\right)+\nabla \times {\vec {f}}}
其中：
{\displaystyle \rho }為流體密度；
{\displaystyle p}為流體壓力；
{\displaystyle \mathbb {T} }為黏度應力張量；
{\displaystyle {\vec {f}}}為作用於流體的外力。

## 氣象學的渦度
在氣象學應用之中，渦度是用來描述氣流相對於地面之水平方向旋轉的物理量，其方向可以由右手定則來得知：若氣流以逆時針轉動則渦度指離地面、順時針轉則指向地面。是故，在北半球的氣旋之渦度值為正、反氣旋為負；而在南半球，則氣旋為負、反氣旋為正。
渦度的數學表達式可以寫成
{\displaystyle \zeta ={\frac {\partial v}{\partial x}}-{\frac {\partial u}{\partial y}}}
其中：
{\displaystyle u}為經向（x）速度；
{\displaystyle v}為緯向（y）速度。
一般而言，上述表達式所指的是相對渦度；而在同一點中的絕對渦度則可藉加上科里奧利量而求得，亦即為地球本身的渦度與空氣相對於地球渦度之總和。科里奧利量只與緯度相關，其數學表達式則為{\displaystyle f=2\Omega \sin \theta }。
一個常用的相關物理量為位渦度。絕對渦度本身會隨著所在地點空氣柱高度之變化而改變；但如果將絕對渦度除以空氣柱的高度的話，對於絕熱流而言則可得出一常量（即位渦度）。以數學表達式示之：
{\displaystyle {\frac {\mathrm {D} \left(f+\zeta \right)}{\mathrm {D} h}}=0}
其中：
{\displaystyle h}為空氣柱高度，由兩個參照等位溫面決定之。

### 應用
中緯度的羅士比波是位渦度守恒的一個例子。空氣向南移動時，當科里奧利量減弱到一定程度時，為保持守恒則相對渦度增加，隨之然氣流作逆時針轉動，最終轉向北移動；而當科里奧利量增加到一定程度時，基於守恒相對渦度隨之下際並使氣流作順時針轉動，並最終轉向南移動。這個過程不斷重覆，而形成一個個向西傳遞的波動。這樣的波動就被稱為羅士比波。